# Shun Hing Square
Shun Hing Square (信兴广场) je mrakodrap v městě Šenčen v Číně. Jeho výška je 384 metrů a má 69 poschodí. Dokončený byl v roce 1996 a byl nejvyšší budovou v Číně, a to až do roku 1997, kdy byl postaven mrakodrap CITIC Plaza. V současnosti (2011) je to osmá nejvyšší budova v Číně a čtrnáctá nejvyšší na světě.